# Toyoji Takahashi
Toyoji Takahashi (1913 - 5. marts 1940) var en japansk fodboldspiller. Han var en del af den japanske trup ved Sommer-OL 1936.